# オズの魔法使い (1942年のミュージカル)
『オズの魔法使い』（オズのまほうつかい、The Wonderful Wizard of Oz）は、セントルイス・ミュニシパル・オペラの依頼により制作された、ライマン・フランク・ボームの小説『オズの魔法使い』および1939年の映画『オズの魔法使』を基にしたミュージカル。ハロルド・アーレン、エドガー・イップ・ハーバーグによる映画の使用楽曲を用いている。のちに『シャーリー・テンプル・ショー』の一環として『オズの虹の国』の脚本を執筆することとなるフランク・ゲイブリエルソンが脚本を担当した。
1942年、セントルイス・ミュニシパル・オペラで初演され、その後様々なカンパニーで上演されている。

## あらすじ

### 第1幕
10代の少女ドロシーは陰鬱なカンザスの農場にヘンリーおじさんとエムおばさんと共に住み、どこか遠くへ行きたいと夢見る("Over The Rainbow")。ある日ドロシーが在宅中、竜巻によりオズの国のマンチキンの街に飛ばされ、暴君である東の悪い魔女が家で圧死する。マンチキンと北の魔女はドロシーに挨拶する("Ding-Dong! The Witch Is Dead" and "Munchkinland")。北の魔女はドロシーにエメラルド・シティに行きオズの大魔法使いに帰宅させてくれるよう頼むべきだと語る。東の悪い魔女と姉妹の西の悪い魔女はドロシーへの復讐を誓う。
ドロシーはカカシとブリキ男と出会う。カカシは脳を、ブリキ男は心を必要としている("If I Only Had a Brain"/"If I Only Had a Heart")。ドロシーは魔法使いに助けてもらおうと提案する("We're Off to See the Wizard")。3人は悪い魔女に支配されたライオン、トラ、クマ、ファンタジックなジルバ虫のいる黄色のレンガ道を通る。一行は臆病なライオンと出会い、旅を共にする("If I Only Had the Nerve")。ジルバ虫が攻撃してくるとドロシーは北の魔女にお願いしてジルバ虫を凍らせてもらう("The Jitterbug")。

### 第2幕
ついに一行はエメラルド・シティに到着し、グロウリー卿と娘グロリア、オズ王国陸軍と会う。グロウリー卿はもし魔法使いにくだらない願い事をすると殺されるかもしれないと警告する。オズの国内を案内され("The Merry Old Land of Oz"; "Evening Star")、一行は魔法使いと会う。魔法使いはとても恐ろしく、もし願い事を叶えてほしくば西の悪い魔女を殺害しなければならないと語る。一行が悪い魔女の城へ向かうと、魔女が様々な妨害や攻撃を仕掛けてくるが、なんとか切り抜ける。ドロシーは魔女に捕まえられ、3人は幽霊に変装して急いで助けに行く。手強い魔女は一行を小さくして釜茹でにしようとする。ドロシーは機転を利かせて魔女を釜に突き落とす。水に弱い魔女はどんどん小さくなり、やがて消えてなくなる("Ding-Dong! The Witch Is Dead" (reprise))。
一行はエメラルド・シティに戻るが魔法使いは追い返そうとする。魔法使いは何年も前にオマハからオズにやってきた普通の男性であることが判明する。しかし魔法使いはカカシに学位を、ブリキ男に大きなハートの時計を、臆病なライオンに勇気のメダルを与え、これらのアイテムが問題を解決してくれると語る。魔法使いはドロシーを家に帰すため新しい宇宙船に乗せる。

## 使用楽曲

### 第1幕
- 虹の彼方に "Over The Rainbow" – ドロシー
- "Munchkinland" (Ding-Dong! The Witch Is Dead) – マンチキン, ドロシー、魔女
- "If I Only Had a Brain" – カカシ
- "If I Only Had a Heart" – ブリキ男
- "We're Off to See the Wizard" (Follow the Yellow Brick Road) – ドロシー, カカシ、ブリキ男
- "If I Only Had the Nerve" – 臆病なライオン
- "The Jitterbug" – ドロシー, カカシ, ブリキ男、臆病なライオン

### 第2幕
- "The Merry Old Land of Oz" – グロリア、カンパニー
- "Evening Star" – ドロシー、コーラス
- "Ding-Dong! The Witch Is Dead" (reprise) – カンパニー
- "Over the Rainbow" (reprise) – カンパニー

## 背景
1900年に小説『オズの魔法使い』が出版されてから2年後の1902年、原作者のライマン・フランク・ボーム自身により『オズの魔法使い』として初めて舞台化された。小説をおおまかに基にしており、悪い魔女、トト、魔法の靴、黄色のレンガ道は出てこないが、新たな登場人物やわきすじなどがある。1902年にシカゴで初演され、翌1903年、ブロードウェイでヒットし、その後7年間ツアー公演が行なわれた。1925年の映画『笑国万歳』、1939年の映画『オズの魔法使』を含む、小説を基にした初期のほかの派生作品は、あらすじがより小説に近いものとなっている。1939年の映画版は批評家から称賛され、アカデミー作曲賞、アカデミー歌曲賞を受賞した。

## プロダクション
1942年、セントルイス・ミュニシパル・オペラは『オズの魔法使い』の新たなミュージカル版を初演した。小説を基にしてフランク・ゲイブリエルソンが脚本を執筆し、1939年の映画版の楽曲の多くを使用した。Evelyn Wycoffがドロシー役、リー・ディクソンがカカシ役を演じた。ミッチェル・パリッシュ作詞、ピーター・デローズ作曲により、エメラルド・シティでドロシーが歌う『"Evening Star" 』が追加された。音楽は木管、金管、パーカッション、ピアノ、弦楽器の最低22名で演奏する伝統的オーケストラ・ピットのスタイルに編曲し直された。ダンス音楽も追加され、魔法使いは熱気球ではなく宇宙船でドロシーをカンザスの自宅へ連れて行く。再演ではマーガレット・ハミルトン、キャス・デイリー、メアリー・ウィックス、フィリス・ディラーが西の悪い魔女を演じ、キャシー・リグビーがドロシー役を演じた。
魔法使いに仕える骸骨の執事Tibiaなど、ゲイブリエルソンは多くの追加を施した。ほかにジョー、バナナ・マン、バタフライ女王、オールド・レイディ、グロウリー卿、娘グロリア、多くの魔女などの登場人物を追加した。音楽においてはハロルド・アーレンの曲に『"Evening Star"』、『"Song Macabre"』、『"Ghost Dance"』を追加した。『"The Jitterbug" 』は映画版ではカットされていたが、ケシの花畑のシーンと差し替えた。トト、ミス・ガルチ、マーベル教授、ウィンキー、フライング・モンキー、魔法の靴は出てこない。
この1942年版の脚本は現在でも時々使用されるが、より映画版に近いジョン・ケインによる1987年版『オズの魔法使い』の方がより広く使用されている。どちらの作品にも出演したことのある俳優カート・レイモンドによると、1942年版には時代遅れのユーモアや政治的に正しくないものごとが含まれるが、美しい装置デザインで、映画ととても類似した衣裳を使用している。それでもミズーリ州カンザスシティにあるスターライト・シアターにおいて、1953年にはジョ・サリヴァンがドロシー役で、1963年にはコニー・スティーヴンスがドロシー役で、1984年にはヴィッキー・ルイスがドロシー役で
1942年版が上演されている。1982年から1983年、1990年から1991年、シンシナティ・プレイハウス・イン・ザ・パークでも上演された。